# Ao Vivo em Garibaldi
Ao Vivo em Garibaldi é o segundo DVD da dupla sertaneja Chitãozinho & Xororó, lançado em 2003. Foi gravado no dia 21 de setembro de 2003 na Estação Ferroviária de Garibaldi, Rio Grande do Sul. O DVD foi certificado com disco de platina e vendeu mais de 40 mil cópias. O DVD inclui na mesma embalagem o álbum Festa do Interior, lançado em 2002.

## Faixas
| Show           |                                                                           |                                                                 |         |  |
| N.º            | Título                                                                    | Compositor(es)                                                  | Duração |  |
| 1.             | "Deixei De Ser Cowboy Por Ela"                                            | Darci Rossi / Di César / Chitãozinho                            | 5:02    |  |
| 2.             | "Fio de Cabelo"                                                           | Darci Rossi / Marciano                                          | 2:42    |  |
| 3.             | "60 Dias Apaixonado"                                                      | Darci Rossi / Constantino Mendes                                | 2:10    |  |
| 4.             | "Frete" (gravada originalmente por Renato Teixeira)                       | Renato Teixeira                                                 | 3:30    |  |
| 5.             | "Frio Da Solidão (Don't Let Me Down)" (com Daniel Quirino)                | Alan Clarke (Versão: Chitãozinho / Tonny / Kleber)              | 4:23    |  |
| 6.             | "Ela Não Vai Mais Chorar (She's Not Cryin' Anymore)" (com Daniel Quirino) | Billy Ray Cyrus / Buddy Cannon / Terry Shelton (Versão: Xororó) | 3:38    |  |
| 7.             | "Encontro Casual (Entra En Mi Vida)"                                      | Leonel García / Noel Schajris (Versão: Sandy)                   | 4:12    |  |
| 8.             | "A Noite Do Nosso Amor" (gravada originalmente por Roberto & Meirinho)    | Jack / Abel                                                     | 3:03    |  |
| 9.             | "Coração Sertanejo"                                                       | Neuma Morais / Neon Moraes                                      | 3:35    |  |
| 10.            | "Majestade O Sabiá" (gravada originalmente por Roberta Miranda)           | Roberta Miranda                                                 | 4:30    |  |
| 11.            | "Rei Do Gado" (gravada originalmente por Tião Carreiro & Pardinho)        | Teddy Vieira                                                    | 2:45    |  |
| 12.            | "Galinhada"                                                               | Tonny / Kleber                                                  | 3:04    |  |
| 13.            | "Pura Emoção (Achy Breaky Heart)"                                         | Don Von Tress (Versão: Dudu Falcão)                             | 3:38    |  |
| 14.            | "Na Aba Do Meu Chapéu"                                                    | Maria da Paz / Nino                                             | 2:46    |  |
| 15.            | "Bailão De Peão"                                                          | Maria da Paz / Nino                                             | 3:59    |  |
| 16.            | "Alô"                                                                     | Fátima Leão / Feio                                              | 3:19    |  |
| 17.            | "Menina Linda"                                                            | Gigi / Luciano Sotelino                                         | 3:49    |  |
| 18.            | "Nascemos Para Cantar (Shambala)"                                         | Danny Moore (Versão: Chitãozinho / Xororó)                      | 3:05    |  |
| 19.            | "Viola" (créditos finais)                                                 | Chico Amado / José Vitor                                        |         |  |
| Duração total: | Duração total:                                                            | Duração total:                                                  | 88min   |  |

| Extras |                                    |                                                    |         |  |
| N.º    | Título                             | Compositor(es)                                     | Duração |  |
| 1.     | "Guri" (feat. Gaúcho da Fronteira) | João Batista Machado / Julio Machado Da Silva Neto |         |  |
| 2.     | "Frete" (videoclipe)               | Renato Teixeira                                    |         |  |
| 3.     | "Making Of"                        |                                                    |         |  |

## Certificações
| Brasil (ABPD)                             | Platina | 2006 | 40.000* |
| *número de vendas baseado na certificação |         |      |         |